# ينس اولسون (لاعب هوكي الجليد)
ينس اولسون (بالسويدية: Jens Olsson) هو لاعب هوكي الجليد سويدي، ولد في 9 ديسمبر 1984 في مالمو في السويد.

## وصلات خارجية
- ينس اولسون على موقع EliteProspects.com (الإنجليزية)
- ينس اولسون على موقع Eurohockey.com (الإنجليزية)
- ينس اولسون على موقع HockeyDB.com (الإنجليزية)